# Nuoto ai XVII Giochi paralimpici estivi - Uomini 50 metri stile libero
Le gare di nuoto 50 metri stile libero maschili ai XVII Giochi paralimpici estivi sono state svolte tra il 29 agosto e il 6 settembre 2024 alla Paris La Défense Arena.

## Programma
Sono stati disputati 8 eventi, articolati in una serie di batterie di qualificazione in mattinata; la finale è stata disputata nel pomeriggio/sera del medesimo giorno.
| S3  |   |   |  |  |   |   |  |  |   |   |  |  |   |   |   |   | B | F |
| S4  |   |   |  |  |   |   |  |  |   |   |  |  |   |   |   |   | B | F |
| S5  |   |   |  |  |   |   |  |  |   |   |  |  |   |   | B | F |   |   |
| S7  |   |   |  |  |   |   |  |  |   |   |  |  | B | F |   |   |   |   |
| S9  |   |   |  |  |   |   |  |  | B | F |  |  |   |   |   |   |   |   |
| S10 | B | F |  |  |   |   |  |  |   |   |  |  |   |   |   |   |   |   |
| S11 |   |   |  |  | B | F |  |  |   |   |  |  |   |   |   |   |   |   |
| S13 |   |   |  |  |   |   |  |  | B | F |  |  |   |   |   |   |   |   |

| M | mattina | P | pomeriggio/sera |

| B | Batterie | F | Finale per medaglia d'oro |

## Risultati
Tutti i tempi sono espressi in secondi.

### S3
Le gare sono state svolte il 6 settembre 2024.
| Pos. | Atleta                         | Nazione  | Tempo | Note |
| ---- | ------------------------------ | -------- | ----- | ---- |
|      | Umut Ünlü                      | Turchia  | 44,83 |      |
|      | Denys Ostapchenko              | Ucraina  | 45,14 |      |
|      | Josia Tim Alexander Topf       | Germania | 45,61 |      |
| 4    | Serhii Palamarchuk             | Ucraina  | 46,35 |      |
| 5    | Daniel Ferrer Robles           | Spagna   | 46,58 |      |
| 6    | Diego Lopez Diaz               | Messico  | 46,59 |      |
| 7    | Vincenzo Boni                  | Italia   | 50,95 |      |
| 8    | Marcos Rafael Zarate Rodriguez | Messico  | 52,36 |      |

### S4
Le gare sono state svolte il 6 settembre 2024.
| Pos. | Atleta                         | Nazione       | Tempo | Note            |
| ---- | ------------------------------ | ------------- | ----- | --------------- |
|      | Sebastian Massabie             | Canada        | 35,61 | Record mondiale |
|      | Takayuki Suzuki                | Giappone      | 36,85 | Record asiatico |
|      | Ami Omer Dadaon                | Israele       | 37,11 |                 |
| 4    | Cameron Leslie                 | Nuova Zelanda | 37,24 |                 |
| 5    | Angel de Jesus Camacho Ramirez | Messico       | 38,42 |                 |
| 6    | Luigi Beggiato                 | Italia        | 40,03 |                 |
| 7    | Ariel Malyar                   | Israele       | 40,53 |                 |
| 8    | Federico Cristiani             | Italia        | 40,72 |                 |

### S5
Le gare sono state svolte il 5 settembre 2024.
| Pos. | Atleta                        | Nazione                     | Tempo | Note            |
| ---- | ----------------------------- | --------------------------- | ----- | --------------- |
|      | Guo Jincheng                  | Cina                        | 29,33 | Record mondiale |
|      | Yuan Weiyi                    | Cina                        | 30,80 |                 |
|      | Wang Lichao                   | Cina                        | 31,23 |                 |
| 4    | Oleksandr Komarov             | Ucraina                     | 31,79 |                 |
| 5    | Samuel da Silva de Oliveira   | Brasile                     | 32,57 |                 |
| 6    | Kirill Pulver                 | Atleti Paralimpici Neutrali | 32,96 |                 |
| 7    | Muhammad Nur Syaiful Zulkafli | Malaysia                    | 34,34 |                 |
| 8    | Francesco Bocciardo           | Italia                      | 34,38 |                 |

### S7
Le gare sono state svolte il 4 settembre 2024.
| Pos. | Atleta                       | Nazione                     | Tempo | Note            |
| ---- | ---------------------------- | --------------------------- | ----- | --------------- |
|      | Andrii Trusov                | Ucraina                     | 26,38 | Record mondiale |
|      | Carlos Daniel Serrano Zarate | Colombia                    | 27,60 |                 |
|      | Egor Efrosinin               | Atleti Paralimpici Neutrali | 28,02 |                 |
| 4    | Yurii Shenhur                | Ucraina                     | 28,07 |                 |
| 5    | Federico Bicelli             | Italia                      | 28,53 |                 |
| 6    | Yevhenii Bohodaiko           | Ucraina                     | 28,63 |                 |
| 7    | Christian Sadie              | Sudafrica                   | 28,75 | Record africano |
| 8    | Toh Wei Soong                | Singapore                   | 29,51 |                 |

### S9
Le gare sono state svolte il 2 settembre 2024.
| Pos. | Atleta                          | Nazione                     | Tempo | Note            |
| ---- | ------------------------------- | --------------------------- | ----- | --------------- |
|      | Simone Barlaam                  | Italia                      | 23,90 | Record mondiale |
|      | Denis Tarasov                   | Atleti Paralimpici Neutrali | 25,15 |                 |
|      | Fredrik Solberg                 | Norvegia                    | 25,33 |                 |
| 4    | Xie Zhili                       | Cina                        | 25,56 |                 |
| 5    | Jamal Hill                      | Stati Uniti                 | 25,62 |                 |
| 6    | Dmytro Vasylenko                | Ucraina                     | 25,73 |                 |
| 7    | Bogdan Mozgovoi                 | Atleti Paralimpici Neutrali | 25,92 |                 |
| 8    | Ariel Enrique Schrenck Martinez | Spagna                      | 26,18 |                 |

### S10
Le gare sono state svolte il 29 agosto 2024.
| Pos. | Atleta                         | Nazione                     | Tempo | Note |
| ---- | ------------------------------ | --------------------------- | ----- | ---- |
|      | Thomas Gallagher               | Australia                   | 23,40 |      |
|      | Phelipe Andrews Melo Rodrigues | Brasile                     | 23,54 |      |
|      | Rowan Crothers                 | Australia                   | 23,79 |      |
| 4    | Stefano Raimondi               | Italia                      | 23,92 |      |
| 5    | Ihor Nimchenko                 | Ucraina                     | 24,16 |      |
| 6    | Dmitry Grigorev                | Atleti Paralimpici Neutrali | 24,62 |      |
| 7    | Fernando Lu                    | Canada                      | 24,84 |      |
| 8    | Zeiad Tarek Hasby              | Egitto                      | 24,89 |      |

### S11
Le gare sono state svolte il 31 agosto 2024.
| Pos.                      | Atleta                         | Nazione   | Tempo | Note |
| ------------------------- | ------------------------------ | --------- | ----- | ---- |
|                           | Keiichi Kimura                 | Giappone  | 25,98 |      |
|                           | Hua Dongdong                   | Cina      | 26,11 |      |
| Wendell Belarmino Pereira | Brasile                        | 26,11     |       |      |
| 4                         | Danylo Chufarov                | Ucraina   | 26,28 |      |
| 5                         | David Kratochvil               | Rep. Ceca | 26,43 |      |
| 6                         | Edgaras Matakas                | Lituania  | 26,68 |      |
| 7                         | Yang Bozun                     | Cina      | 26,68 |      |
| 8                         | Matheus Rheine Correa de Souza | Brasile   | 26,93 |      |

### S13
Le gare sono state svolte il 2 settembre 2024.
| Pos. | Atleta                 | Nazione                     | Tempo | Note |
| ---- | ---------------------- | --------------------------- | ----- | ---- |
|      | Ihar Boki              | Atleti Paralimpici Neutrali | 23,65 |      |
|      | Illia Yaremenko (S12)  | Ucraina                     | 23,77 |      |
|      | Oleksii Virchenko      | Ucraina                     | 23,85 |      |
| 4    | Maksym Veraksa (S12)   | Ucraina                     | 24,00 |      |
| 5    | Islam Aslanov          | Uzbekistan                  | 24,18 |      |
| 6    | Muzaffar Tursunkhujaev | Uzbekistan                  | 24,32 |      |
| 7    | Nicolas Guy Turbide    | Canada                      | 24,40 |      |
| 8    | Dzmitry Salei (S12)    | Atleti Paralimpici Neutrali | 24,48 |      |